# 4259 McCoy
4259 McCoy este un asteroid din centura principală, descoperit pe 16 septembrie 1988 de Schelte Bus.